# Našec
Nashec en albanais et Našec en serbe latin (en serbe cyrillique : Нашец) est une localité du Kosovo située dans la commune/municipalité de Prizren et dans le district de Prizren/Prizren. Selon le recensement kosovar de 2011, elle compte 1 379 habitants, tous albanais.

## Démographie

### Évolution historique de la population dans la localité
| 1948 | 1953 | 1961 | 1971 | 1981 | 1991  | 2011  |
| ---- | ---- | ---- | ---- | ---- | ----- | ----- |
| 197  | 231  | 321  | 525  | 833  | 1 022 | 1 379 |

|  |